# Punte Peña
Punta Peña è un comune (corregimiento) della Repubblica di Panama situato nel distretto di Chiriquí Grande, provincia di Bocas del Toro. Si estende su una superficie di 19,4 km² e conta una popolazione di 2.520 abitanti (censimento 2010).